# 塞尔河畔博蒙
塞尔河畔博蒙（法語：Bosmont-sur-Serre，法語發音：[bomɔ̃ syʁ sɛʁ]）是法国上法蘭西大區埃纳省的一个市镇，属于拉昂区。

## 地理
塞尔河畔博蒙（49°43'54"N, 3°51'34"E）面积9.68 平方千米，位于法国上法蘭西大區埃纳省，该省份为法国北部内陆省份，北起北部省，西接索姆省和瓦兹省，东临阿登省和马恩省，西南至塞纳-马恩省，东北部与比利时接壤。
与塞尔河畔博蒙接壤的市镇（或旧市镇、城区）包括：比雷勒、西利、拉讷维尔-博斯蒙、普里斯、圣皮埃尔蒙、塔沃和蓬塞里库尔。

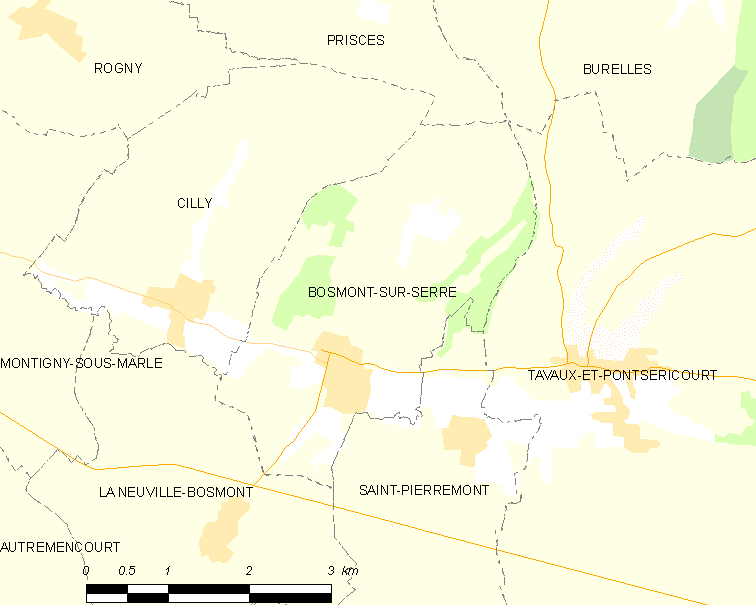
塞尔河畔博蒙的OSM定位图

塞尔河畔博蒙的时区为UTC+01:00、UTC+02:00（夏令时）。

## 行政
塞尔河畔博蒙的邮政编码为02250，INSEE市镇编码为02101。

## 政治
塞尔河畔博蒙所属的省级选区为马尔勒县。

## 人口

1962-2008年间塞尔河畔博蒙人口变化图示

塞尔河畔博蒙于2022年1月1日时的人口数量为171人。